# El Pitufísimo
El Pitufísimo o El Rey pitufo (en el original francés, Le Schtroumpfissime) es una historieta de los Pitufos, publicada desde septiembre de 1964 hasta mayo de 1965. En formato de álbum, se publicó junto a Pitufofonía en do.

## Argumento
El Gran Pitufo debe viajar muy lejos para buscar Euforbio, elemento indispensable para continuar sus experimentos, por lo que los pitufos quedan sin liderazgo. Tras varias discusiones y peleas por el puesto, deciden votar, pero como todos los pitufos votan por sí mismos, se decide retrasar las elecciones hasta el día siguiente. Un pitufo en particular logra convencer a los demás de votar por él a base de halagos y promesas. También pone pósteres, hace un desfile, da discursos y ofrece jugo de frambuesa en su casa. Al final, el único candidato que queda aparte de él es el Pitufo con gafas, que solo termina recibiendo dos votos (el suyo propio y el del Pitufo Tontín, al que el Pitufo ganador le había dicho que votara por el Gafitas solo porque creía que se equivocaría como siempre). El elegido se viste con un traje de oro y se hace llamar "Pitufísimo". Esto provoca las risas de los demás pitufos, lo que no le hace ninguna gracia, así que decide ponerlos en su lugar, volviéndose autoritario. El Pitufísimo organiza una tropa de guardias dirigida por el Pitufo Fortachón y ordena la construcción de un palacio, lo que desagrada al pueblo pitufo. Irónicamente, el único Pitufo que lo apoya es su antiguo rival electoral, el Pitufo con Gafas. El Pitufísimo es corrompido por el poder y hace mayor gala de su puesto al agregar una capa y una pequeña corona (sobre el sombrero) a su traje.
El Pitufo Bromista le da un regalo a uno de los guardias, su broma favorita: el regalo estalla cuando el guardia lo abre y queda cubierto de hollín. El guardia lleva al Pitufo bromista a presencia del Pitufísimo, quien deja ir al Pitufo bromista con una advertencia, pero entonces el Pitufo Bromista le da otro de sus regalos explosivos al Pitufísimo, que lo envía a la cárcel (construida junto al palacio).
El arresto del Pitufo Bromista es la gota que colma el vaso para los pitufos, incluso el Gafitas, que primero trata de razonar con el Pitufísimo pero es echado a patadas. Entonces los demás pitufos se acercan al palacio con intenciones anti-Pitufísimas, pero los guardias los ahuyentan.
Se forma una rebelión de pitufos que usan capas y antifaces para reunirse de noche y tramar la liberación del Pitufo bromista. Se puede reconocer entre los rebeldes al Pitufo Tontín (que malinterpreta todo el discurso del líder rebelde), el Pitufo con Gafas (con las gafas sobre el antifaz) y el Pitufo gruñón, entre otros no identificados. Los pitufos rebeldes logran liberar al bromista, pero un guardia da la alerta y el Pitufo con gafas es capturado. Los otros rebeldes huyen al bosque. En los días siguientes, otros pitufos huyen al bosque para unirse a los rebeldes.
El Pitufísimo organiza una expedición al bosque para hallar el campamento rebelde, y otorga una medalla por la participación en ésta (esto permite diferenciar a los pitufos del Pitufísimo y a los pitufos rebeldes por el resto de la historia). La expedición fracasa de varias maneras hilarantes (incluyendo algunos pitufos que desertan a favor de los rebeldes).
Para evitar más posibles deserciones, el Pitufísimo ordena armar una empalizada en torno a la aldea. Durante la construcción, los rebeldes envían un mensaje: si el Pitufísimo no abdica a la salida del sol, atacarán. El Pitufísimo rehúsa y cambia su capa y corona por un casco de combate.
Al día siguiente, los rebeldes atacan. Para repelerlos, los pitufos de la aldea les lanzan tomates. Varios intentos de cruzar la empalizada fallan hasta que un pitufo engancha un garfio, y los pitufos tiran del mismo hasta que crean una brecha que les permite entrar a la aldea. La batalla continúa y causa destrucción por todos lados. Un rebelde saca un explosivo del laboratorio del Gran Pitufo y hace estallar el palacio. Lo único que le queda al Pitufísimo son sus guardias, pero la batalla final es interrumpida por la llegada del Gran Pitufo, que los detiene y pregunta qué pasa. El regreso repentino de la autoridad paterna trae un final abrupto a la batalla y los avergonzados pitufos le tienen que explicar todo al Gran Pitufo. En eso, el Pitufo con Gafas (del que todos se habían olvidado) sale de entre los restos del palacio y la cárcel, cantando la "Pitufesa", pero deja de hacerlo cuando le dicen que el Gran Pitufo volvió. El Gran Pitufo se enoja mucho con los pitufos por haberse "comportado como seres humanos" y regaña al Pitufísimo por el desastre en que ha quedado la aldea por su culpa. El arrepentido Pitufísimo se dirige a su casa a por un balde y una escoba, para empezar a reparar todo el daño que causó a la aldea. Los otros pitufos sienten pena por él y se ofrecen a ayudarlo, puesto que ellos también tienen culpa, y en el fondo lo estiman. El Pitufísimo se conmueve y también el Gran Pitufo, que los perdona a todos. Al final, el viejo traje dorado del Pitufisimo es convertido en un espantapájaros.

## Trasfondo
Peyo, dibujante y escritor guionista, Derib colaborador dibujante y guionista e Yvan Delporte editor y a veces guionista, parecen hacer varios comentarios respecto a las formas de gobierno, y las alturas a las que llegan los políticos para ser elegidos (como hacer promesas que no pueden cumplir) y la corrupción y abuso de poder. Peyo era un amante de las historias medievales de búsqueda de justicia, con una singularidad propia en sus características psicológicas, demostrando un gran nivel cultural, tanto en los guiones como en la ambientación gráfica. Además, en algunas obras aisladas de los pitufos, hace reflexiones claras sobre conceptos como la alegría, la tristeza, el amor, la hipocresía, el servilismo, etc.
Bélgica, país al que pertenecían los autores, ha sufrido a lo largo de su historia por los intereses políticos y otros autores de cómics, como el también belga Hergé han reflexionado sobre la realidad social y la han llevado a sus obras. Bajo esos estandartes, la historieta se puede considerar una parodia del abuso de poder que ha hecho aparecer tiranos, déspotas  o dictadores y el nepotismo como medio para alcanzar el poder. En la historia del Pitufísimo, se reflexiona de cómo la demagogia en forma de promesas, galardones, medallas y los mismos principios de orden, lealtad y abnegación sirven a los intereses del Pitufísimo. La historia es asimilable más que a historietas del cómic de la época, a obras divulgativas de crítica social como Si los tiburones fueran hombres de Bertolt Brecht y tiene muchos paralelismos históricos con la biografía de Napoleón, o la Alemania Nazi (recordemos que Hitler tomó el poder por medios perfectamente legales antes de imponer una dictadura). La vergüenza que sienten los pitufos cuando vuelve el Gran Pitufo hace que la batalla final parezca un juego de niños que se salió de control, y el Gran Pitufo les dice muy enfadado que se han portado como seres humanos.
La canción que canta el Pitufo con gafas al salir de la cárcel es la "Pitufesa": es decir, La Marsellesa, pero con algunas palabras en idioma pitufo.
- Datos: Q29181